# Мелодичен дет метъл
Мелодичен дет метъл (на английски: Melodic death metal) (познат и като мелодет) е екстремен подстил на хевиметъл музиката, който комбинира елементи от новата вълна в британския хевиметъл с дет метъл. Мелодичния дет метъл води началото си от Швеция с групите At the Gates, Dissection, Dark Tranquillity и In Flames.

## Характеристики
Мелодичния дет метъл използва компоненти от новата вълна в британския хевиметъл и по-точно неговите бързи рифове и хармонични солота, но и също така агресивността на дет метъла. Понякога са включени елементи и от стиловете блек метъл и траш метъл. Срещат се чисти вокали и акустични китари. Вокалния стил е комбинация от викане, чисти вокали и дет метъл ръмжене.

## Групи
At the Gates, In Flames, и Dark Tranquillity дефинират стила със своите албуми от началото на 90-те. Британската група Carcass, която започва да свири грайндкор, впоследствие се ориентира към дет метъл и придава популярност на мелодичния дет метъл с албума си Heartwork от 1993 г. Съвременни представители включват Children of Bodom, Amorphis, Arch Enemy и др. 
|  | Тази страница частично или изцяло представлява превод на страницата Melodic death metal в Уикипедия на английски. Оригиналният текст, както и този превод, са защитени от Лиценза „Криейтив Комънс – Признание – Споделяне на споделеното“, а за съдържание, създадено преди юни 2009 година – от Лиценза за свободна документация на ГНУ. Прегледайте историята на редакциите на оригиналната страница, както и на преводната страница, за да видите списъка на съавторите. ВАЖНО: Този шаблон се отнася единствено до авторските права върху съдържанието на статията. Добавянето му не отменя изискването да се посочват конкретни източници на твърденията, които да бъдат благонадеждни. |